# Fredo Marvelli

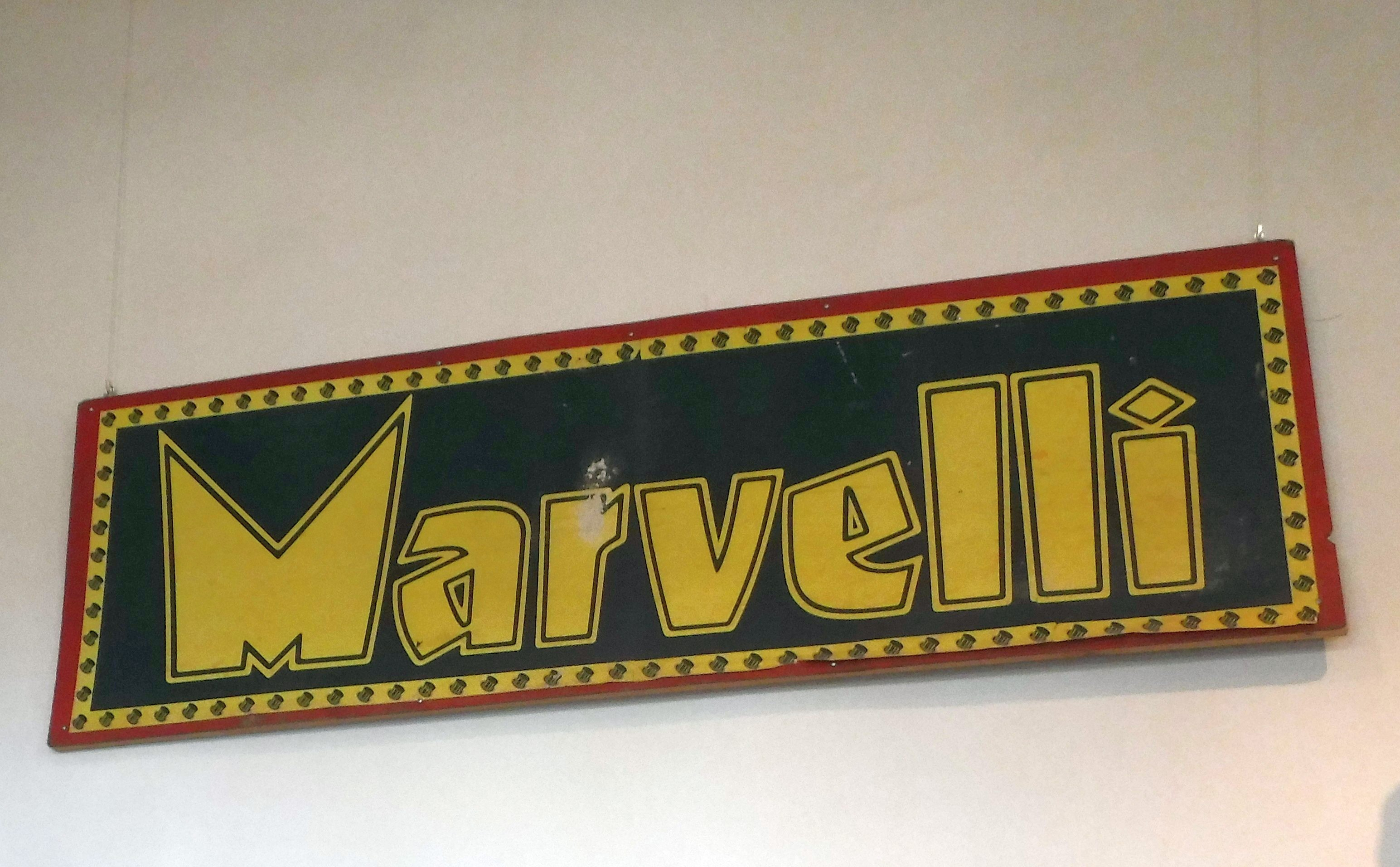
Werbetafel Marvelli im Zauberschloss Schönfeld

Fredo Marvelli, bürgerlich Friedrich Jäckel (* 4. Mai 1903 in Breslau; † 6. Mai 1971 in Andorra), war ein deutscher Zauberkünstler.

## Leben
Fredo Marvelli begann seine Laufbahn 1920 als Magier in Breslau. Er trat mit seinen „Eigenen Abenden“ als einer der Ersten in Konzertsälen auf und präsentierte seine Zaubereien als ernst zu nehmende Kunst. Er verzichtete weitgehend auf technische Apparate, sondern verließ sich stattdessen auf die Kunst seiner Hände und ansprechende Vorträge. Legendär wurde insbesondere sein „lebendes Seil“. Fredo Marvelli galt unter Zauberkünstlern seinerzeit als Idol und wurde 1937 vom Magischen Zirkel von Deutschland mit dem "Ring des Magischen Zirkels" ausgezeichnet. 
In den 1930er Jahren war Marvelli der erste Zauberkünstler, der in dem für Konzerte berühmten gewordenen Beethoven-Saal in Berlin eine Woche lang ausverkaufte Vorstellungen gab.
1942 wurde ihm die Berufserlaubnis entzogen. Dank einflussreicher Freunde gelang es ihm, sich der Gestapo zu entziehen und zunächst nach Nordafrika, danach nach Athen zu reisen. Erwin Rommel betätigte sich Fredo Marvelli als Fotograf in Nordafrika. Am 24. Dezember 1943 präsentierte er für Rommel eine Vorstellung im Pariser Hotel George V. Als Dank erhielt er einen Silberteller mit Gravur: In dankbarer Erinnerung an Fredo Marvelli’s Zauberhafte Kriegsweihnacht.
Nach Berlin zurückgekehrt musste er erneut fliehen. Er hielt sich in Prag auf, wo er bei Kriegsende von den russischen Truppen in ein Gefangenenlager gebracht wurde. Dort gelang es ihm dank seiner Zauberkunststücke, einen Passierschein in die Freiheit zu bekommen. 
Fredo Marvelli wurde nach dem Krieg zum provisorischen Präsidenten des Magischen Zirkels gewählt.
Mit einem neuen Programm, startete er ab 1945 in deutschen Badeorten seine zweite Karriere, die ihn bald in alle großen Städte Deutschlands führten. 1950 ließ er sich einen komfortablen Wohnwagen bauen. 1952 fuhr er über Barcelona und Valencia zu einem Auftritt zum Sultan von Marrakesch nach Marokko.
1952 zog Fredo Marvelli nach Benidorm, wo er ein stattliches Hotel baute und als erster den Tourismus in dieser Gegend ankurbelte.
Seinen Lebensabend verbrachte er in Andorra. Seine Zauberutensilien verkaufte er 1955 dem Zauberkünstler Olof Becher, der sich fortan Marvelli jr. nennen durfte.

## Veröffentlichungen
- Hofzinsers Zauberkünste, Fischer, Ottokar, 1942

## Marvelli im Film
1947 produzierte die Firma GEA-Kulturfilm GmbH in Hamburg einen 16-minütigen Dokumentarfilm mit und über Fredo Marvelli.

## Ausstellung
- Seit 2005 zeigt das Zauberkunstmuseum Schloss Schönfeld bei Dresden Requisiten von Fredo Marvelli.
- 2015 widmete die Galerie-W Fredo Marvelli zusammen mit den Kollegen Punx und Fredo Raxon eine Sonderausstellung: Tanzende Stäbe